# دانکن مک‌دوگال
دانکن مک‌دوگال (انگلیسی: Duncan McDougall; ۱۴ مارس ۱۹۵۹ – ) قایقران روئینگ اهل بریتانیا بود.
وی در مسابقات کشوری و بین‌المللی در مجموع برندهٔ ۱ مدال نقره شده‌است.